# Стендаль
Стендаль (фр. Stendhal, справжнє ім'я: Анрі-Марі Бейль (фр. Henri-Marie Beyle); 23 січня 1783, Гренобль — 23 березня 1842, Париж) — французький письменник. Автор роману «Червоне та чорне».

## Біографія
Один із видатних французьких письменників XIX століття Анрі Бейль, творив під псевдонімом Фредеріка Стендаля (Штендаль — назва німецького міста, у якому народився відомий німецький мистецтвознавець XVIII століття Йоганн Вінкельман).
Стендаль народився 23 січня 1783 року в Греноблі, у родині багатого адвоката. Його дід, лікар і громадський діяч, захоплювався ідеями Просвітництва й був шанувальником Вольтера. Але з початком революції у родині погляди дуже змінилися, батько Стендаля змушений був навіть переховуватися. Мати хлопчика рано померла, і сім'я надовго вбралася у траур. Батько не переймався вихованням сина, довіривши його католицькому абатові Ральяну. Це призвело до того, що Стендаль зненавидів і церкву, і релігію. Таємно від свого вихователя він почав знайомитися з працями філософів-просвітників (Кабаніса, Дідро, Гольбаха). Читання, а також найсильніші враження та переживання дитячих років, пов'язані з Першою французькою революцією, стали визначальними моментами у формуванні світогляду майбутнього письменника. Прихильність до революційних ідеалів він зберіг на все життя. Жоден із французьких письменників XIX століття не відстоював ці ідеали з такою пристрастю і сміливістю.
1797 року Стендаль вступив у Греноблі до Центральної школи, метою якої було введення в республіці державного і світського навчання замість релігійного, і озброєння молодого покоління знаннями та ідеологією новоствореної держави. Тут хлопець захоплювався математикою. Після закінчення курсу його відправили до Парижа для вступу в Політехнічну школу, куди він так і не вступив. Стендаль прибув до Парижа через декілька днів після перевороту 18 брюмера, коли молодий генерал Бонапарт захопив владу та оголосив себе першим консулом. Тоді ж почалися приготування до походу до Італії. У 1800 році сімнадцятилітній Стендаль вступив до армії Наполеона. Він прослужив у ній понад два роки, а потім подав у відставку й у 1802 році повернувся до Парижа з прихованим наміром стати письменником.
Стендаль був прихильником ідеалізації Наполеона, що відбилося і в його творчості. Але ставлення письменника до нього, особливо після захоплення останнім престолу Франції і перетворення на імператора, було, проте, досить критичним. Деякі зауваження Стендаля свідчать про те, як добре він розумів деспотичні й узурпаторські прагнення Наполеона, і яку загрозу він вбачав у ньому для справжнього духу революції.
Стендаль брав участь у поході Наполеона до Російської імперії в 1812 році, був у Москві, Смоленську, Могильові, зазнав жахи зимового відступу французької армії з Росії. Враження про Росію були надзвичайно сильні.
Після падіння Наполеона й повернення Бурбонів у Францію Стендаль поїхав до Італії, лише інколи буваючи на батьківщині. Стендаль полюбив Італію; ця країна відіграла чималу роль у формуванні поглядів письменника. Його приваблювало насичене громадське життя цієї держави. У 1821 році відбуваються повстання карбонаріїв у ряді міст (Неаполь, Турин). Співчуття Стендаля цьому рухові дало підставу урядові звинуватити його в приналежності до повсталих і запропонувати терміново залишити австрійські володіння північної Італії.
Перебування в Італії залишило глибокий слід у творчості Стендаля. Він із захопленням вивчав італійське мистецтво, живопис, музику. Ця країна надихнула його на цілу низку творів. Це робота з історії мистецтва «Історія живопису в Італії», «Прогулянки по Риму», новели «Італійські хроніки». Нарешті, Італія дала йому сюжет одного з найбільших його романів «Пармський монастир».
Перебування у Франції, де правили ненависні Стендалю Бурбони, стає для нього нестерпним. Це ставлення письменника до реакції та режиму Реставрації знайшло своє вираження у його найкращих романах. У 1830 році Стендаль одержав від короля Луї Філіппа призначення в Трієст консулом, але його не затвердили, як «неблагонадійного», у Трієсті. Стендаль став консулом у папських володіннях у Чівітавеккія. Його смілива, незалежна думка, співчуття революції та якобінцям, атеїзм, його сповнені бойового протесту твори робили однаково тяжким його перебування як в Італії, так і в себе на батьківщині.
На думку деяких дослідників, Стендаль був масоном. Історик масонства А. Меллор вважає, що «масонство Стендаля не стало надбанням широкої гласності, хоча він і належав протягом деякого часу до ордена». Судячи з усього, саме про Стендаля йде мова, коли в документах масонських лож раз у раз з'являється справжнє ім'я французького письменника — Бейль.

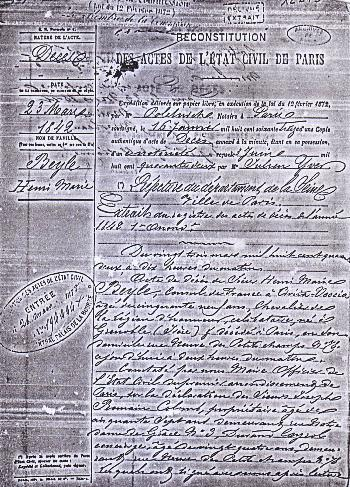
Свідоцтво про смерть

Останні роки письменник перебував у дуже важкому стані. Сам він у щоденнику писав, що інколи настільки слабкий, що ледве тримає перо, а тому змушений диктувати тексти. Але, незважаючи ні на що, Стендаль працював до самого кінця. А 23 березня 1842 року він, втративши свідомість, впав прямо на вулиці і через кілька годин помер. Смерть настала від інсульту.
Похований на цвинтарі Монмартр.
У заповіті письменник просив написати на могильній плиті (виконали італійською) епітафію:
Арріго Бейль

Міланець

Писав. Кохав. Жив.
Після смерті письменника навколо його імені критики створили «змову мовчання». Першим, хто заговорив про нього та змусив звернути увагу, був Оноре де Бальзак. Називаючи Стендаля чудовим художником, Бальзак стверджував, що зрозуміти його можуть тільки найпіднесеніші розуми суспільства.
Творчість Стендаля належить до першого етапу в розвитку французького реалізму. Стендаль вносить до літератури бойовий дух і героїчні традиції нещодавньої революції. Зв'язок його з просвітителями можна спостерігати як у творчості, так і в його філософії й естетиці.

## Світогляд письменника
У розумінні мистецтва й ролі художника Стендаль йшов далі від просвітителів і стверджував, що мистецтво за своєю природою соціальне, воно служить суспільним цілям. Це положення Стендаль перетворило на бойову зброю проти мистецтва свого часу, насамперед проти класицизму. Його мистецтвознавчі роботи були гостро публіцистичні. Однією з головних його робіт з літератури є «Расін і Шекспір» (1825).
Стендаль підкреслював, що художник тільки тоді виконує своє призначення, коли він веде за собою суспільство. Якщо художники діють поодинці, не пов'язані з масою, вони тоді — ніщо.
Естетичні положення просвітителів Стендаль розвинув у нових історичних умовах — після Французької революції 1789—1794 років, у період назрівання революції 1830 року. Через усі твори проходить думка про важливість історичних зрушень, які неминуче відбиваються в мистецтві. Усі його статті з мистецтва перейняті почуттям нового. З кожною новою історичною епохою змінюється поняття краси, говорив Стендаль. Те, що здавалося гарним людям XVII століття, вже не може здаватися гарним тим, хто пережив революцію 1789 року. Змінюється також і історична роль письменника. Цінність його, був переконаний Стендаль, визначається не тим, як добре він вивчив класиків, мистецтво минулого, а тим, якою мірою він брав участь у революційних подіях, в суспільному житті свого часу. Головну помилку класицистів Стендаль вбачає в тому, що вони хочуть зберегти те мистецтво, що склалося ще задовго до революції. Новим напрямком він вважав романтизм — як нове мистецтво, що веде боротьбу з усім відсталим, приреченим на відживання.
Ще одне важливе положення: мистецтво повинне бути правдивим. У романі «Червоне та чорне» він характеризував роман як «дзеркало, яке проносять по великій дорозі». Якщо дорога брудна, якщо на ній є калюжа, це неминуче відіб'ється в цьому дзеркалі, і дарма було б обвинувачувати дзеркало в тім, що воно відбиває точно; треба обвинувачувати дорогу, або, правильніше, доглядача дороги, в тім, що він погано порядкує на ній".
Нарешті, остання теза  — це необхідність учитися у Шекспіра. Стендаль пише, що романтики ніколи не радять прямо наслідувати драми Шекспіра. Цій великій людині необхідно наслідувати в манері вивчати світ, серед якого ми живемо, бо він дає своїм сучасникам саме той жанр трагедії, що їм потрібен.
Таким чином, у своїх естетичних поглядах Стендаль був учнем і продовжувачем просвітителів. їхнє вчення він розвивав за нових історичних умов, що наклало відбиток на його погляди й образи, надаючи їм нової якості. Усі вимоги до мистецтва він ставив у залежність від завдань, що їх висуває революція.
Зв'язок Стендаля з просвітителями можна простежити і в галузі філософії,- він був учнем просвітителів-матеріалістів Дідро, Гельвеція, Кабаніса. Особливе місце у філософських поглядах Стендаля посідало питання про людину. Подібно до просвітителів, Стендаль твердив, що людина повинна гармонійно розвивати всі закладені в ній здібності й сили і спрямовувати їх на благо батьківщини, рідного краю, суспільства. Здатність до великого почуття, до героїзму  — ось якості, які визначають повноцінну особистість. Виняткове місце в його філософії і творчості посідала проблема пристрасті. У розумінні Стендаля пристрасть ніколи не суперечить розумові, а перебуває під його контролем. Герої романів Стендаля нерідко виступають такими ж раціоналістами у своїй любові: Жюльєн Сорель, Фабриціо, Сан-Северіна, навіть охоплені сильною пристрастю, завжди здатні оцінити своє почуття, свої вчинки, підкоряючи їх розуму.
Отже, в літературу XIX століття Стендаль вніс бойовий дух століття і революції, віру в розум, у гармонійну особистість, культ сильних пристрастей. Але відстоюючи ідеали революції, він змушений був вдавати, що ці священні для нього ідеали далекі від сучасності, у якій тріумфує проза життя. Героїчне стає непотрібним у суспільстві, де панує безнадійна тупість, гонитва за наживою, кар'єризм. У цих умовах людині сильних пристрастей, яка жадає героїчного, немає місця, і вона неминуче вступає в протиріччя з дійсністю. У цьому й полягає трагедія головних героїв Стендаля. У 1820-х роках Стендаль написав новелу «Ваніна Ваніні», яка ввійшла пізніше в «Італійські хроніки». У ній розкривається епізод з історії революційно-демократичного руху карбонаріїв в Італії.

## Значення і вплив
У той час, коли Стендаль сформулював свої естетичні погляди, європейська проза перебувала під впливом Вальтера Скотта. Передові письменники вважали за краще неспішне розгортання оповіді з докладною експозицією і розлогими описами, покликаними занурити читача в місце, де відбувається дія. Рухома, динамічна проза Стендаля випередила свій час. Він сам передбачав, що його зможуть оцінити не раніше 1880 року. Андре Жід характеризував його романи як «листи в майбутнє».
І дійсно, відродження інтересу до Стендаля припало на другу половину XIX століття. Шанувальники Стендаля вивели з його творів цілу теорію щастя — т. зв. бейлізм, який «наказував не упускати жодної можливості насолодитися красою світу, а також жити в очікуванні несподіваного, перебувати в постійній готовності до божественної непередбачуваності». Гедоністичний пафос творчості Стендаля успадкував один з великих французьких письменників Андре Жід.
Психологічні погляди Стендаля не втратили свого значення до наших днів. Так його теорія «кристалізації любові» представлена в 1983 році у вигляді витягів з його тексту (книги) «Про любов» в «Хрестоматії з психології емоцій», що вийшла під редакцією Ю. Б. Гіппенрейтер.

## Вшанування пам'яті
У місті Кривий Ріг є вулиця Стендаля.

## Твори

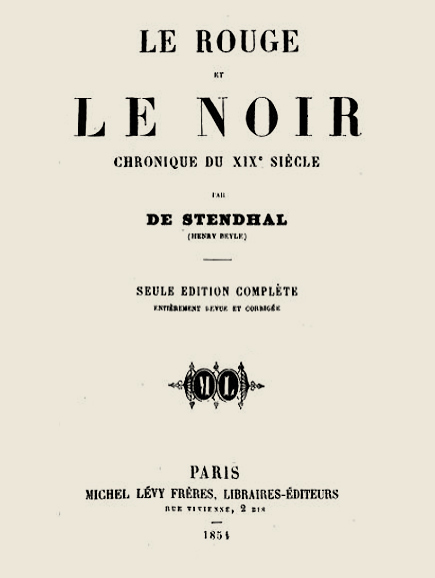
«Червоне та чорне». Видання 1854.Титул

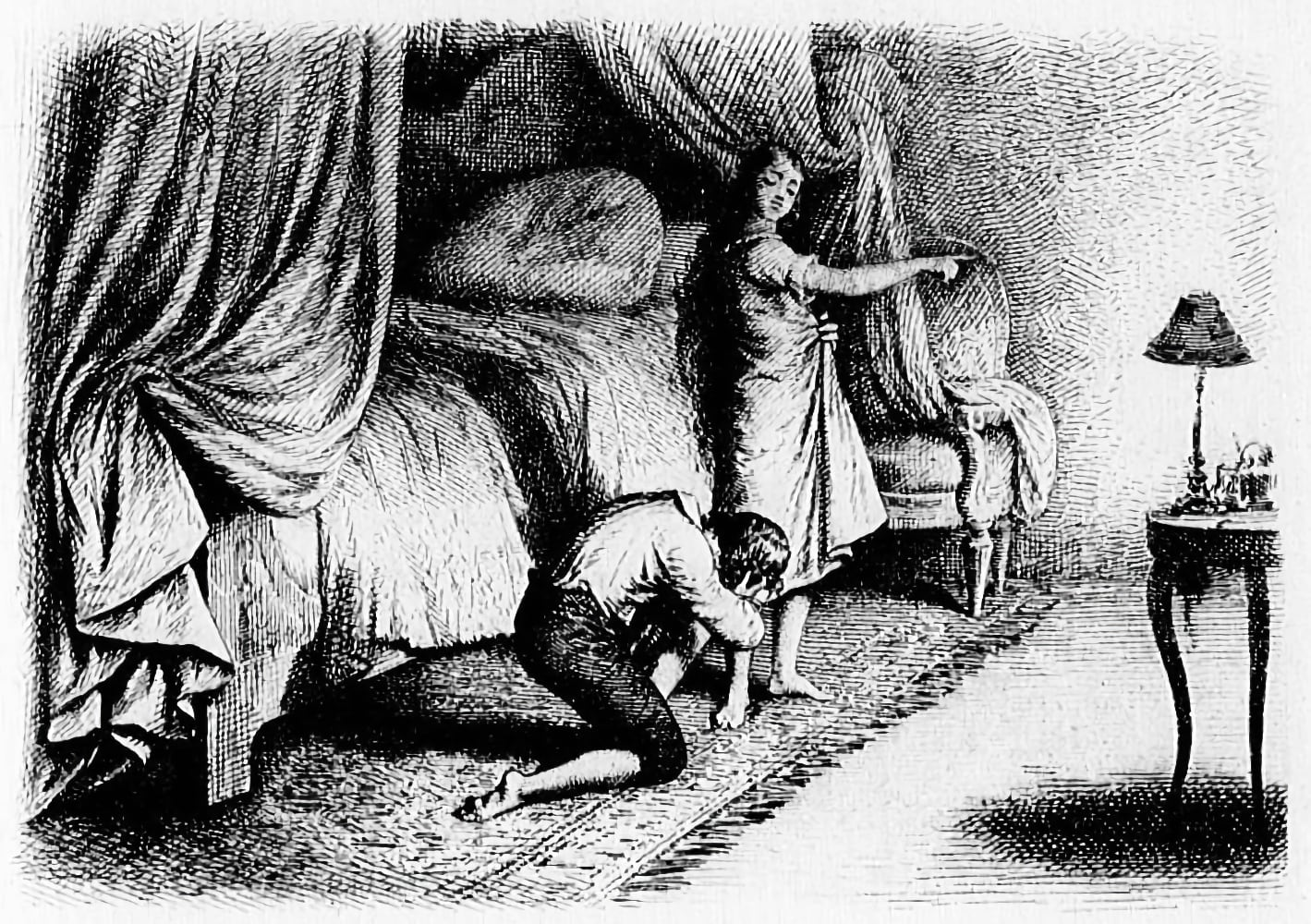
Ілюстрація до роману «Червоне та чорне».1830

### Романи
- Арманс (фр. Armance, 1827)
- Червоне та чорне (фр. Le Rouge et le Noir, 1830)
- Пармський монастир (фр. La Chartreuse de Parme, 1839)
- Ламієль (фр. Lamiel, писаний протягом 1839-42, незакінчений, виданий 1889)
- Люсьєн Левен (фр. Lucien Leuwen 1835, незакінчений, виданий 1894)
- Життя Наполеона (фр. Vie de Napoléon, 1817—1818, виданий у 1929)

### Автобіографії
- Життя Анрі Брюлара (фр. Vie de Henri Brulard, 1835—1836, видано 1890)

### Новели
- Рожеве і зелене (фр. Le Rose et le Vert, 1837, незакінчена)
- Міна де Ванґель
- Вітторія Аккорамбоні (Vittoria Accoramboni)
- Італійські хроніки (фр. Chroniques italiennes, 1838—1839)
- Ченчі (фр. Les Cenci)
- Герцогиня де Палліано (фр. La Duchesse de Palliano)
- (фр. L'Abbesse de Castro, 1832)
- «Ваніна Ваніні, або деякі подробиці щодо останньої венти карбонаріїв, розкритої в Папській області» (1829)

### Есе
- Про Кохання (фр. De L'Amour, 1821)
- Мемуари егоїста (фр. Souvenirs d'Égotisme, видано у 1892)

## Українські переклади
- Стендаль. Абатесса ді Кастро [Архівовано 8 жовтня 2021 у Wayback Machine.]: Оповідання / Пер. С. Пащенко. Відень: Чайка, [1921—1923]. XVIII+157 с.
- Стендаль. Ченчі: Оповідання / Пер. С. Пащенко. Відень: Чайка, [1921—1923]. XII+56 с.
- Стендаль. Пармський монастир картезіянців. Роман. Пер. з французької Василь Вражливий. Вступна стаття Л. Старинкевича. — Харків: Вид. «Література і мистецтво», 1932.
- Стендаль. Ченчі. Новели. Пер. за ред. Максима Рильського. — Харків-Київ: Вид. «Література і мистецтво» 1934. (До видання увійшли новели «Ченчі», «Герцогиня Пальяно», «Ваніна Ванані», «Вікторія Аккорамбоні», «Абатиса з Кастро»)
- Стендаль. Червоне і чорне. Пер. з французької Елизавети Старинкевич, Київ: Держлітвидав, 1940.
- Стендаль. Червоне і чорне. Пер. з французької Елизавети Старинкевич, передмова Тетяни Якимович, Київ: Видавництво «Дніпро», 1977.
- Стендаль. Естетика реалізму: Збірник. Пер. з фр. /Упорядкування, вступ, стаття і приміт. І. М. Овруцької.— Київ: Мистецтво, 1983.— 278 с.— (Пам'ятки естет. думки)
- Стендаль. Червоне і чорне. Пер. з французької Елизавети Старинкевич, Харків: Фоліо, 2013 (перевидання: 2017)